# Сверчков, Владимир Дмитриевич
Влади́мир Дми́триевич Сверчко́в (нем. Wladimir von Swertschkoff, 4 сентября 1821, Ловийса, Великое княжество Финляндское — 14 июля 1888, Флоренция, Италия) — русский живописец, работал в жанре батальной, исторической, портретной живописи. Наибольшую известность получил как мастер витражного дела.

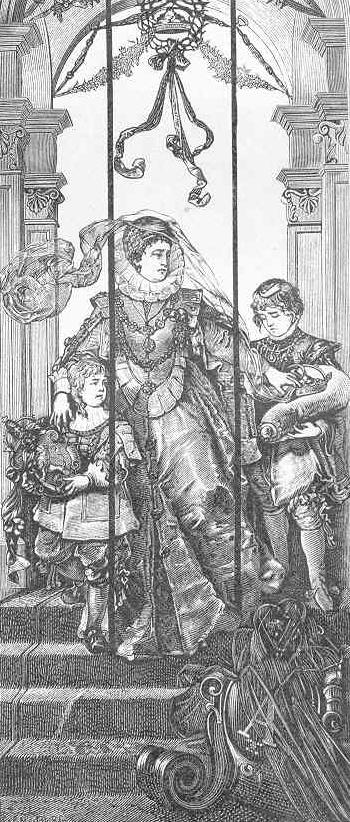
Владимир Сверчков. Королева Катарина Монсдоттер и её дети: Сигрид и Густав, Кафедральный собор Турку

## Биография
Родился в 1821 году в городе Ловийса на юге Великого княжества Финляндского. Относительно даты его рождения у российских исследователей нет единого мнения, финляндские историки придерживаются 1821 года, на надгробной плите стоит 1822 год, русский биографические словари называют 1820 год.
Его отец — генерал-лейтенант Дмитрий Федорович Сверчков — некоторое время был русским комендантом города Åбо. Мать — Катарина Ениш.
По желанию отца молодой человек стал военным, одновременно получил первоначальное художественное образование: сперва занимался у живописца Т. И. Леглера (1806—1873) в Åбо (Турку), а позже, будучи офицером — у преподавателя Рисовального зала при университете Хельсинки П. А. Крускопфа (1805—1852) (швед.).
В 1843 году Владимир Сверчков в чине подпоручика вышел в отставку «по страсти к искусству» и в этом же году поступил вольноприходящим учеником в Петербургскую Академию Художеств. Из-за болезни, «происходящей от петербургского климата», по совету врачей поехал в Рим, где продолжал занятия живописью под руководством академика Ф. А. Моллера в течение 1844—1846 гг. В этот период работал в жанре батальной живописи. Во время военной кампании 1854 года на Балтийском море (финские моряки сражались тогда с англо-французской эскадрой) он делал зарисовки непосредственно на месте событий. В апреле 1855 года его рисунки были изданы в Петербурге отдельным альбомом литографий «Эскизы из войны в Финляндии 1854 года».
Тогда же, в 1850-е годы он обратился к изображению интерьеров и за картины «Внутренние комнаты венецианских дожей», и «Сцена из средних веков» в 1855 году получил золотую медаль первой степени по перспективной живописи, а также звание художника с правом заграничного пенсионерства. Стипендия на 6 лет позволила Сверчкову продолжить свою учёбу в 1856—1862 годах сначала в Мюнхене у художника-баталиста Петера фон Гесса, а затем с ноября 1858 года в Париже в ателье Тома Кутюр. К тому же 23 июля 1850 года в Роченсальме (Котка) В. Д. Сверчков женился на дочери богатого мюнхенского портного Жозефине Крафт.

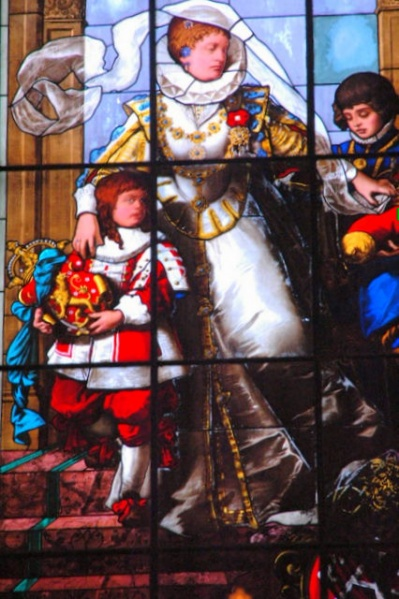
Владимир Сверчков. Королева Катарина Монсдоттер и её дети: Сигрид и Густав, Кафедральный собор Турку

В 1867 году Сверчков организовал под Мюнхеном мастерские по изготовлению художественного декора для интерьеров, в том числе витражную мастерскую, которая известна больше всех благодаря сохранившимся в Петербурге работам. Художник не всегда сам создавал эскизы будущих витражей, активно привлекая немецких мастеров. Витражи его мастерской экспонировались на российских и всемирных выставках: международной 1871 года в Лондоне, Политехнической 1872 года в Москве, Всемирной 1873 года в Вене, и получали высокие награды.
Работы мастерской Сверчкова были в Аничковом дворце, в Императорской Академии художеств, в особняке фабриканта Ф. К. Сан-Галли на Лиговском прспекте, в училище барона Штиглица.
В 1873 году Сверчков уехал во Флоренцию, где постепенно отошел от изготовления витражей. Его внимание было сосредоточено на мастерских по изготовлению внутреннего декора для интерьеров, скульптуры, монументальных живописных картин. Этот период в жизни мастера ещё мало изучен. Во Флоренции художник жил в собственном доме на Viale Giovanne Milton, 49. Дом сохранился, в настоящий момент называется Palazzo dei Pittori, его занимают мастерские художников и скульпторов. В конце жизни Сверчков вновь обратился к станковой живописи, специализируясь на создании натюрмортов. Натюрморты Сверчкова находятся в Государственном Русском музее, Третьяковской галерее, Саратовском музее им. А. Н. Радищева, картинной галерее Армении.
Скончался в 1888 году во Флоренции, где и был похоронен. Своё собрание редких предметов искусства он завещал школе барона А. Л. Штиглица, некоторые произведения были отправлены в Саратов к А. П. Боголюбову — другу художника. Витражи Сверчкова сохранились в некоторых зданиях Санкт-Петербурга, Кафедральном соборе г. Турку и др.
Работы Владимир Дмитриевича Сверчкова часто приписывают его однофамильцу Николаю Егоровичу Сверчкову, живописцу, жившему в то же время, имя которого и в XIX столетии и сегодня было больше известно в России, чем имя Владимира Дмитриевича, прожившего большую часть своей жизни за границей.

## Награды и признание

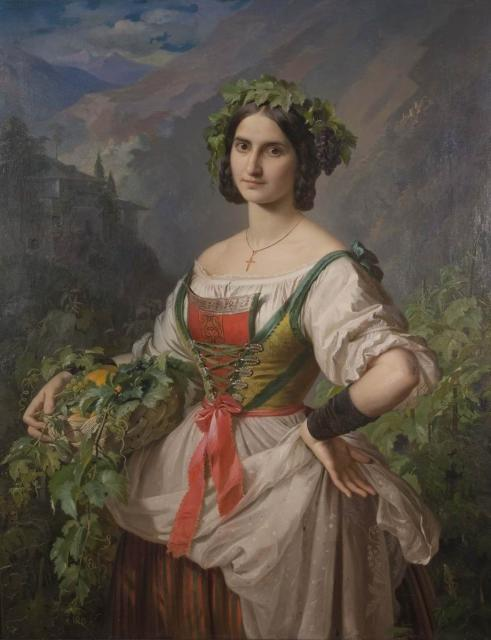
Жена художника — Жозефина Сверчкова на портрете Ф. Каульбаха

- 1849 год — получил большую серебряную медаль за картину «Прощание при отправлении парохода»
- 1850 год — получил малую золотую медаль за полотно «Внутренний караул в Зимнем дворце» от лейб-гвардейского Преображенского полка.
- 1855 год — за картины «Внутренние комнаты венецианских дожей» и «Сцена из Средних веков» получил большую золотую медаль.
- 1871 год — витражи Сверчкова экспонировались на международной выставке в Лондоне.
- 1872 год — витражи Сверчкова находились на Политехнической выставке в Москве.
- 1873 год — витражи Сверчкова были выставлены на Всемирной выставке в Вене.